# Carlos Gómez (actor paraguayo)
Carlos Gómez  (Asunción, 6 de marzo de 1917 – ídem 15 de agosto de 2009) fue un actor de cine y televisión que trabajó tanto en su país como en Argentina.

## Su relación con el teatro
Realizó su formación actoral bajo la dirección del poeta popular paraguayo Julio Correa, creador del teatro en guaraní junto con otros grandes actores populares como Ernesto Báez, Teodoro Mongelós, Emigdia Reisófer y Aníbal Romero, entre otros, 
Debutó en el teatro a los 22 años, integrando Destello Juvenil (1939- 1940), un grupo de jóvenes del barrio General Díaz que recorría escuelas y colegios, hasta que por iniciativa de Fernando Oca del Valle, Gómez ingresó como socio fundador en la conformación del primer elenco de la Compañía en Castellano del Ateneo Paraguayo.
La revolución de 1947 le obligó a exiliarse y, junto a Báez y Reisofer, se radicó hasta el año siguiente en Buenos Aires; allí aprovechaban que las compañías argentinas que hacían temporada en el Teatro Apolo tenían los lunes como día de descanso para representar obras paraguayas como Los Quintana, A la sombra del Ingá, La señora del ministro, entre otras. Al regresar en 1948, los tres formaron la compañía Báez-Reisofer-Gómez y durante varias temporadas representaron grandes éxitos del teatro paraguayo, como El comisario de Valle Lorito, Añaretã’i, Mbarete ruvicha, La Madama, La Noticia y Hembypa, la candidato, poco antes de que la muerte de Ernesto Báez disolviera el rubro.
Participó como artista invitado en compañías teatrales, como las de Óscar Carvallo (para la zarzuela Paseras del Paraná), Luis D’ Oliveira, Sánchez-Pastor y Grupo Real de Teatro. También hizo presentaciones en Montevideo a comienzos de la década de 1960.

## Trabajos en el cine
Carlos Gómez también trabajó en películas de Argentina y Paraguay. La primera convocatoria fue del maestro Herminio Giménez para Alto Paraná (1958), filmada en Paso de la Patria. En 1959 trabajó en En la vía, Aquello que amamos  y  La sangre y la semilla  y en los años siguientes lo hizo en otros filmes. En Paraguay tuvo a su cargo papeles importantes en La burrerita de Ypacaraí (1962) y Cerro Corá (1978). Su último trabajo fílmico fue en el rol de ministro en Miss Ameriguá (1994).

## Radio y televisión
Hizo televisión también en los dos países. En Canal 7 de Buenos Aires trabajó junto a la cantante y bailarina Sara Benítez y en Paraguay hizo Los Quintana y Verdad oculta. En su trayectoria actoral figuran también el exitoso programa radial La pensión de doña Liga, por radio Teleco.

## Últimos años
Entre las distinciones que recibió se encuentran la Orden Nacional del Mérito en el grado de Comendador, Hijo Dilecto de Asunción, premio Arturo Alsina a la trayectoria teatral, entre otros más.
En agosto de 2008 fue presentado su libro Las huellas de un patriota del arte, dentro de las actividades previstas en celebración de la asunción presidencial de Fernando Lugo.
La salud de Carlos Gómez se encontraba últimamente muy deteriorada por una afección en el esófago, y el propio presidente Lugo lo visitó el 5 de agosto de 2009 en su casa en el barrio Republicano de Asunción para interesarse por su salud. En esa casa Carlos Gómez murió en la madrugada del 15 de agosto de 2009, a los 92 años.

## Filmografía

### Cine
| Año  | Trabajo                   | Rol        | Notas |
| 1958 | Alto Paraná               | Cabo Leiva |       |
| 1959 | La sangre y la semilla    |            |       |
| 1959 | Aquello que amamos        | Osvaldo    |       |
| 1959 | En la vía                 |            |       |
| 1961 | Hijo de hombre            |            |       |
| 1961 | Don Frutos Gómez          |            |       |
| 1962 | La burrerita de Ypacaraí  |            |       |
| 1962 | Misión 52                 |            |       |
| 1962 | Propiedad                 |            |       |
| 1966 | Dos quijotes sobre ruedas |            |       |
| 1965 | Convención de vagabundos  |            |       |
| 1978 | Cerro Corá                |            |       |
| 1994 | Miss Ameriguá             | Ministro   |       |

### Televisión
| Año  | Trabajo       | Rol                        | Notas     |
| 1991 | Río de fuego  | Comisario Remigio Alderete | Miniserie |
| 1993 | Verdad oculta | Don Gaspar "Papo" Mendieta | Miniserie |
| 1998 | Los Quintana  | El Abuelo                  | Serie     |